# 53e division (armée impériale japonaise)

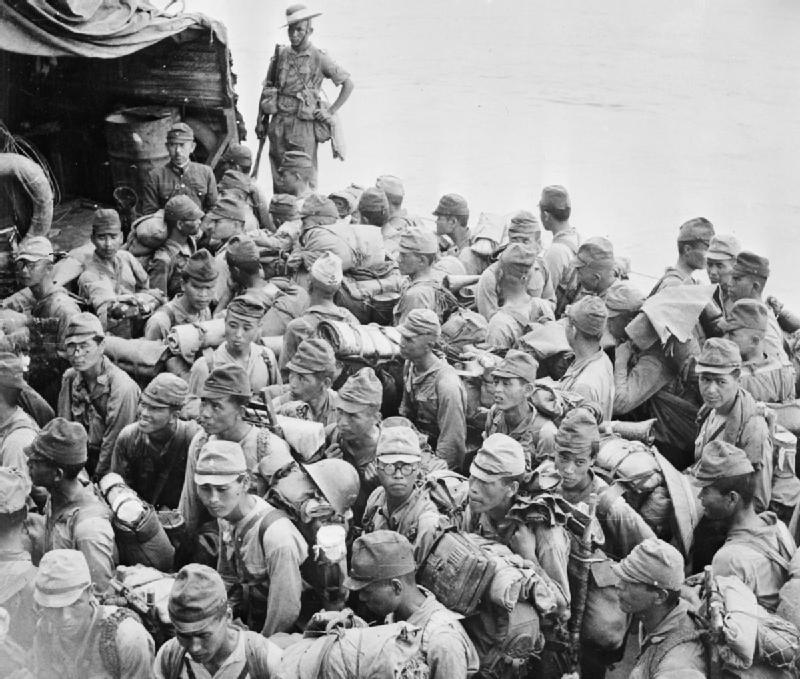
Des soldats japonais de la 53e division d'infanterie, qui se sont rendus le 24 septembre 1945 au village de Mokpalin à 1/10e des Gurkha Rifles de la 17e division indienne, sont vus à bord d'une péniche de débarquement dans laquelle ils ont traversé la rivière Sittang pour se rendre en captivité.

La 53e division (第53師団, Dai-go-jū-san shidan) est une unité d'infanterie de l'armée impériale japonaise basée à Kyoto puis en Birmanie durant la Seconde Guerre mondiale. Son nom de code est Division Paix (安兵団, Yasushi-heidan).

## Histoire
La 53e division est créée le 16 septembre 1941 à Kyoto et est initialement affectée à l'armée du district central. Son quartier-général est le même que celui de la 16e division et elle recrute dans les préfectures de Shiga, de Fukui, de Mie et de Kyoto, appartenant toutes au district de mobilisation de Kyoto (ja).
Elle est affectée comme réserve au groupe d'armées expéditionnaire japonais du Sud en novembre 1943. En décembre 1943, la division part en navire de Moji-ku, fait escale à Kaohsiung, et arrive en janvier 1944 à Saïgon et à Singapour. Le 29 avril 1944, la division est affectée à la 33e armée et arrive au nord de Mandalay en Birmanie le 13 mai 1944.
En juin 1944, le 153e régiment d'infanterie est détaché pour aller renforcer la 33e division impliquée dans la bataille d'Imphal et est largement annihilé. La corps principal de la division participe à plusieurs batailles contre les Chindits, une force indo-britannique qui effectue une percée en profondeur jusqu'au nord d'Indaw. Fin mai, la division défait une brigade chindit ce qui permet de sécuriser les lignes de communications de la 18e division, mais fin juin, la division est repoussée de Mogaung et perd 1 600 de ses hommes.
En janvier 1945, la division est utilisée comme force de réserve durant la bataille de Meiktila et de Mandalay, et son corps principal reste stationné au sud de Mandalay. Le 119e régiment d'infanterie est attaché à la 18e division lors de l'attaque de Meiktila. Après l'échec de celle-ci, les restes de la division tentent de tenir une position près de Pyawbwe mais sont submergés par les chars des Alliés.
Finalement, après s'être repliée vers le sud, la division subit de lourdes pertes sous le feu de l'artillerie et des bombardements aériens à la bataille du coude de la Sittang en juillet-août 1945. Les restes de la division cesse de combattre sur la rivière Sittang le 17 août 1945 après la reddition du Japon.